# Иконе заштитнице Русије
Код руског народа се учврстило веровање да је падом Константинопоља 1453. године, Богородица остала без свог духовног поседа и да је управо руска земља постала њена нова Домовина. Том уверењу је допринело и то да су три иконе Богородице (Смоленска, Владимирска и Тихвинска), за које се сматра да их је насликао јеванђелиста Лука, још у древна времена стигле у Русију и да ни једна од њих није ни од кога отета, нити донета као какав ратни плен, него су се на чудесан начин нашле на руској земљи.
Многи верујући Руси своју Отаџбину зову “Домом Пресвете Богородице”. И заиста, Мајка над мајкама, Прва слушкиња Цркве Христове на земљи и Царица Небеска на небесима, читаву историју хришћанске Русије била је стуб вере Православне. У том “Дому Пресвете Богородице” – вековима не престају молитве праведника упућене Пречистој мајци. 
Током хиљадугодишње хришћанске историје, у Русији је пројављено мноштво чудотворних икона Мајке Божије над којима су се дешавала и још се дешавају чуда Господња. Међу толиким мноштвом чудотворних икона, издвајају се 4 иконе, не само по чудесима која су творена њиховим заступништвом, него и својим крстообразним распоредом представљају својеврстан крст који заступништвом Мајке Божије штити земље руске. Са севера Владимирска - ка Донској на југу и са запада Смоленска - ка Казанској на истоку, ове 4 иконе у својеврсном крстообразију вековима штите Правоверје у Русији.

## Владимирской иконы Божией Матери
Владимирска икона Мајке Божије
(3. јун /21. мај, 6. јул /23. јун и 8. септембар /26. август)
Владимирска икона Пресвете Богородице има најблагочестивије могуће предање, од свог настанка, преко својих путовања, до неизбројних чудеса. Руски историчар Кључевски пронашао је у Синодалној библиотеци зборнике Минеја знаменитог Миљутина и међу њима и “Приче о чудесима Владимирске иконе Мајке Божије”, које је штампао као посебну књигу у Петрограду 1878. године. Задивљујућа поетика тог древног списа у коме се пут који је прешла икона Владимирске Мајке Божије пореди са путањом коју пролази сунчева светлост по земљи, заслужује бар кратак цитат: “Када је Бог створио Сунце, није га оставио да непрекидно на једном месту сија, него да обилази сву Васељену обасјавајући је својим зрацима. Тако и ова икона Пресвете Владичице наше Богородице и Приснодјеве Марије није на једном месту… него, обилазећи све земље, читав свет обасјава”.
По православном предању, ову икону је насликао свети апостол и јеванђелиста Лука на дасци од стола за којим су ручавали праведни Јосиф Заручник, Спаситељ Христос и Пречиста Мајка Божија. Када је Мајка Божија видела осликану икону, рекла је: “Од сада ће Ме прослављати сви родови. Благодат Рођеног од Мене и Моја благодат нека буде са овом иконом”.
Прво путовање из Јерусалима догађа се у Vвеку када Теодосије Млађи преноси икону у Константинопољ. Седам векова касније, Патријарх Константиновог града Лука Хризоверх, шаље 1131. године ову светињу у Русију на поклон кнезу Јурију Долгоруком. Њено прво пребивалиште у руским земљама, уз пројаву небројених чудеса, било је у граду Вишгороду недалеко од Кијева. Двадесетак година касније, син Јурија Долгоруког, свети благоверни кнез Андреј Богољубски, пренео је икону на тадашњи руски север, у град Владимир, у своју задужбину – велелепни и знаменити Владимирски Успењски храм.
Од тада, па до данас, та икона је позната као Владимирска икона Пресвете Богородице. Ни пожар у Успењском храму из 1185. године, ни разарање Владимира од стране Батија 1237. године, нису оштетили ову светињу. Икона је први пут пренесена у Москви 1395. године у време Тамерланове најезде на Русију, такође у Успењски сабор, али Московскога Кремља. Небројено је мноштво пројављених чудеса у руским земљама пред ликом Владимирске иконе Мајке Божије и требало би пуно енциклопедијског простора да се само поброје, а не и опишу, сва чудеса сатворена пред овом чудотворном иконом. Због тога ћемо овде поменути само три чудесна спасења Русије, због којих је, за сваки од тих догађаја, у РПЦ установљено црквено празновање Владимирске иконе Мајке Божије. Та три догађаја наведена су у правилном хронолошком, а не календарском поретку.

### 26.авг./8.сеп. -Сретење Владимирске иконе Мајке Божијеили пренос чудотворне иконе Пречисте Богомајке из Владимира у Москву (1395. год.)
На првом месту треба поменути чудо због кога је установљен празник прослављања “Сретења Владимирске иконе Мајке Божије” у Москви (8. септембар по Грегоријанском или 26. август по Јулијанском календару). Татаро-Монголски вођа Тамерлан се те 1395. године, петнаест година после страшног пораза Златне Орде у чувеној Куликовској бици (1380), већ био примакао Москви, уништивши Рјазањ и практично ушавши са војском у Московску област. Тада су кнез Василије Дмитријевич и Митрополит Московски Кипријан одлучили да чудотворну икону Пречисте Богомајке пренесу из Владимира у Москву, а народу одредили ванредни пост и молитву.
Небројено мноштво православних Руса клечало је читавом дужином са обе стране пута којом је икона Пречисте ношена од Владимира ка Москви, усрдно произносећи молитву: “Мајко Божија, спаси земљу Руску!” У тим тренуцима Тамерлан је имао виђење у коме се са високих планинских врхова спуштају светитељи са златним жезлима, изнад којих се у неземаљском сјају јавила Величанствена Жена. Када су Тамерлану његови зналци подробно објаснили да сијајућа Жена представља Мајку Божију, велику заштитницу православних хришћана, Тамерлан је издао наређење војсци да одступи. На месту где су Митрополит Кипријан и Кнез Василиј срели икону Пречисте подигнут је храм, а касније је око тог места настао чувени Сретењски манастир.

### 23. јун/6. јул - “Стајање на Угри” или избављење од разарања Златне Орде (1480. год.)
Друго празновање Владимирске иконе Мајке Божије обележава се 23. јуна (6. јула) у знак сећања на “Стајање на Угри”, догађај из 1480. године, када је Пресвета Богородица по други пут спасила Русију од разарања Златне Орде. Велики Кнез Московски Иван III одбио је да плаћа годишњи порез Златној Орди и на њега је са великом војском кренуо Ахмет-кан, тадашњи заповедник Татаро-Монгола. Треба рећи да је Ахмет-кан склопио савез са папистима, па је руска војска морала да брани и западне границе (од Тевтонаца и Пољско-Литванског краља Казимира IV). Лажни хришћани спровели су без икаквих ометања војску Ахмет-кана до територије Русије, која је спалила многобројна руска насеља у горњем току реке Оке у дужини од 100 km. На реци Угри он се спремао да са силном војском крене у продор ка Москви.
Руско војинство је било распоређено на више места, сам књаз се са војском налазио у Коломни, његов брат Андреј у Тарусу, а син Иван млађи у Серпухову и тек кад је књаз сазнао да се велика татарска војска сјатила на реци Угри, тамо је хитно упутио брата и сина. Иван Млађи успео је да спречи Татарско форсирање Угре. Ахмет-кан је прикупио велику војсу на другој страни реке припремајући се за напад, али када је стигла и у прве редове руске војске истакнута чудотворна икона Мајке Божије Владимирске, догодило се чудо Божије – Ахметови пукови су се нагнали у бекство. Ахмет-кан је убијен од Тјуменског кана Избека 1481. године, што је само убрзало потпуни распад Златне Орде. “Стајање на Угри” практично представља крај Татаро-Монголског ропства на северу и северо-истоку руских земаља.

### 21. мај/3. јун - Избављење Москве од разарања у време налета Казанског хана Махмет-Гиреја (1521. год)
Треће празновање Владимирске иконе Мајке Божије обележава се 21. маја (3. јуна) у знак сећања на избављење Москве од разарања у време налета Казанског хана Махмет-Гиреја. Он је 1521. године са великом војском зашао у Московску област палећи околна насеља. Кнез Василије, отац првог руског цара Ивана Грозног скупљао је војску за отпор Татима. Митрополит Макарије приповеда да је приликом “налета варвара на Православље”, сав народ руски устао на молитву после Крсног хода (Литије) са Владимирском иконом Мајке Божије коју је предводио Митрополит све Русије Варлам. Безбројна небеска војска се Татарима приказала као руска војска и Махмет-Гиреј је неочекивано, са војском одступио од престонице Русије, не наневши јој никакву штету. Као својеврстан споменик избављења Москве од налета Махмет-Гиреја, саграђен је велелепни камени храм Преображења Господњег у селу Остров, који се због своје савршене лепоте сматра истинским ремек-делом руске архитектуре.
Уочи битке Руса са Поволошким Бугарима (1164. године), свети благоверни кнез Андреј Богољубски рекао је чувене речи пред овом иконом: “Ко се у Тебе поуздава, Владичице, неће погинути”. Од тада, па до данас, Владимирска икона је постала и остала истинска национална светиња целокупног рода Руског и утеха свим православним који јој са вером прибегавају. У Русији овакав тип икона са израженом узајамном блискошћу и нежношћу Мајке и Сина, називају “Умиљење”, а поглед на икону са спојеним образима Богомладенца и Мајке Божије и нежном Синовском загрљају, изазива умиљење у срцу сваког православног човека. 
Владимирска икона Богоматере се налази у Московском Успенском Сабору, на левој страни царског врта, у направљеном кивоту у висину 1 аршин и 7 вершков, у ширину с непуних 15 вершков. Риза је на икони од чистог злата. Древни грчки рад са драгоценим камењем. Процењен на око 60 000 рубаља у сребру.
 

## Донской иконы Божией Матери
Донска икона Мајке Божје
(19. август / 01. септембар)
Донска икона Мајке Божије - вековна заступница јужноруских земаља. Према предању, Донску икону је осликао учитељ великог Рубљова, Теофан Грк, премда има мишљења да је Донску икону осликао неки Рус из његовог иконописачког круга.

### Историјат и чудеса.
Ову икону са собом су донели чувени Донски козаци на још чувеније Куликово поље и она је током битке била међу руском војском (оно што представља још један Промислитељски детаљ, чувена Куликовска битка одиграла се 8/21. септембра 1380. године, управо на празник Рождества Пресвете Богородице).
Од Куликовске битке до данас, Донска икона Мајке Божије дубоко је поштована међу православним Русима. Икона се пре чувене битке налазила у Благовештењском храму у граду Сиротину, а после победе у Куликовској бици, козаци су је поклонили светом благоверном Великом Кнезу Димитрију Донском. По једној верзији Кнез је икону донео у Москву и првобитно је ставио у Успењски сабор Московског Кремља, али је одмах по изградњи Благовештењског храма Московског Кремља ова светиња тамо пренесена. У знак сећања на велику победу на обалама Дона, икона је названа Донском. 
По другој верзији Кнез Димитрије је икону сместио у Успењски сабор у селу Коломенско и пред њом се Цар Иван Грозни усрдно молио 1558. године пред заузимање Казања. После успешног заузимања Казања, Цар је наредио да се икона пренесе у Благовештењски сабор Московског Кремља.
Настанак чувеног Донског манастира у Москви везан је за чудесно заступништво Мајке Божије током изненадног упада Кримских Татара 1591. године. Док је добар део руске војске одбијао напад Швеђана на северу Русије, Нурадин и његов брат Махмут-Гиреј са великом војском продрли су до саме Москве, улогоривши се на Врапчијим горама. Московљани са Царем Фјодором Ивановичем кренули су у Крсни ход око Москве са Донском иконом Пресвете Богородице. Уочи битке икона је постављена у војну цркву, посред војске која се спремала за окршај. Целе ноћи Цар се молио пред Заступницом за победу над непријатељем и она му је обећала помоћ. Тешки бој трајао је цели дан и ноћ и Руси су успели да одоле Татарским јуришима и нагнају их у бекство. У знак благодарности због милости Пресвете Богородице, исте године је основан Донски манастир у који је стављена копија чудотворне иконе Донске Мајке Божије и та икона се и данас налази у Донском манастиру. А оригинална икона из Благовештењског храма у коме се налазила до Октобарске револуције, данас се налази у државној Третјаковској галерији. Једном годишње, уочи празновања Донске иконе Мајке Божије (19. августа по црквеном, 1. септембра по грађанском календару), икона се из Третјаковске галерије доноси у Донски манастир, где постаје доступна верницима за поклоњење. 
Друга два догађаја због којих се празнује Донска икона Мајке Божије, су већ поменута Куликовска битка и поход Ивана Грозног на Казањски ханат.
Поред тих датума који се обележавају црквеним празновањем светиње, Донска икона је повезана са још многим важним догађајима руске историје. Тако је Донска икона учествовала и у походу Ивана Грозног на Полоцк 1563. године, а у периоду од XVII-XIXвека икона је поштована као истинска заступница приликом напада иноверних и иноплемених непријатеља. Још једно нашествије Кримских Татара на јужноруске земље (1646. године у време Цара Алексеја Михаиловича) заустављено је заступништвом Донске иконе Мајке Божије. Њено заступништво забележено је и приликом Чигиринских похода против Турака 1677–1678. године, као и приликом Кримског похода Кнеза Голицина 1687.1689 године. Заузимањем Азова од стране Петра I(1696. године) Донска икона стиче вечну славу заштитнице јужних руских земаља. Сачуван је огроман број и других историјских повести о Донској икони Мајке Божије од 16 века до данас, са многобројним похвалним речима, повестима, молитвама, описима чудеса и описима историјских догађаја са њом повезаних, које се у оваквом тексту не могу ни побројати, а камоли описати.

### Историјски оков.
Икона је у XVIIвеку била смештена у величанствен златни оков са венцима драгог камења украшеним смарагдима, сафирима и алмадинима. На излазним ивицама биле су угравиране сафирне минђушице, на златним тракама биле су угравиране многобројне иконе. На глаткој сребрној површини окова која је представљала својеврсну ризу Пречисте и Богомладенца, било је причвршћено 5 златних напрсних крстова са драгим камењем и бисерима и 13 панагија. У једној панагији налазио се делић Животворног Часног Крста Господњег а у другим крстовима и панагијама налазиле су се честице светих моштију. По количини честица моштију светитељских, оков Донске иконе Мајке Божије није имао аналогију. У том окову била је смештена својеврсна иконографија која је изображавала Царске Двери на иконостасу, а сама икона са ликом Богомајке је највероватније представљала Престо Господњи, јер је она у себе сместила Оваплоћено Слово. На прелазу XVII у XVIIIвек Донска икона је извађена из тог окова ради сахране Царице Наталије Алексејевне, а после је икона стављена у други рам. Драго камење које је било стављено у историјски оков Донске иконе опљачкале су 1812. године дивље хорде тадашње Европске уније уједињене под Наполеоном Бонапартом. Сто година касније поново су дивље хорде, овај пут под руководством Лењина и Троцког, докрајчиле импозантни оков опљачкавши и сребрну ризу са окова Донске иконе Мајке Божије. До данас је од тог окова сачувано само неколико предмета, од којих је најзначајнија позлаћена напрсна дуборезна икона “Силазак у ад”, са драгим камењем с почетка XVвека.

### Иконографска типографија.
По иконографској типографији Донска икона припада низу икона које зовемо “Умиљење”, које карактерише седење Богомладенца на десној руци Богомајке и “умилна” блискост и припијеност образа Богомладенца и Његове Пречисте Матере. Посебну карактеристику ове иконе представљају у коленима савијене босе ногице Богомладенца Христа на левој руци Пресвете Богородице, којом дотиче наборе одежде Сина. Мотив савијене десне руке којом стеже свилени огртач, преузета је из Византијске традиције, као и благосиљање десном руком и држање плавог свитка у левој руци Богомладенца. На рукаву огртача Приснодјеве златним грчким словима је исписан стих из Псалтира: “Сва је украшена кћи царева изнутра, хаљина јој је златом искићена” (Псалм 44:13). Очито је коришћење многих познатих мотива и византијске и новгородске иконографије, међутим Донска икона Мајке Божије представља самостално уметничко дело врхунског квалитета, са особеностима које је одвајају од поменутих школа иконописања. Поготово је уникално насликано лице Пречисте, на коме се уз брижан израз због будућег страдања Богомладенца, очитава несвакидашња унутрашња просветљеност Богомајке. Лице Пречисте на овој икони је уникално, па отуд и тврдње да је Донску икону одсликао Рус из иконописачког круга Теофана Грка. То се поткрепљује чињеницом да су се у то време мајстори из Константинопоља строго придржавали форми класичних иконографских канона, а изражена емоционалност на лицу Пречисте на Донској икони заиста одскаче од класичних византијских форми. Интересантно је да је на оригиналној икони са њене друге стране изображен лик Успења Пресвете Богородице.
Још пет копија Донске иконе Мајке Божије сматрају се чудотворним. То су иконе у Светотројичко-Сергијевској лаври, Донском манастиру у Москви, Успењском манастиру у Коломни, икона у храму у Стародубу и икона у скиту св. Јована Претече у Молченско-Софронијевској пустињи.
О, Свемилостива Владичице Богородице, руске земље чудесна Заступнице, уточиште уцвељених, спасење грешних! Руску Отаџбину од непријатеља заштити, сву васељену миром благослови, веру православну укрепи, помози нам да са уздањем понесемо крст страдања, у љубави и слози све нас сачувај и да уђу у радост Господа удостој оне који Му певају: Алилуја!

## Казанской иконы Божией Матери
Казанска(21./8. јул; 04.нов./22.окт.)
Празновање иконе познате под називом Богородица Казанска (рус: Казанская), успостављено је у знак захвалности за спасење Москве у све Русије од инвазије Пољака 1612. године. Установљено је 1649. године, и све до данас, та икона је у нарочитом поштовању у цеколикој Православној Русији. Свети Димитрије Ростовски, у својој беседи познатој под насловом „Беседа на дан јављања иконе Мајке Божије Казанске“ каже да Мајка Божија Казанска избавља од великих мука и зла, не само праведнике, него и грешнике.

### Прво јављање Пресвете Богородице у граду Казану
Дана 1. октобра 1552. године, на навечерје празника Покрова Пресвете Богородице, цар руски Јован IV, припремајући руску војску за одлучујући и свеопшти напад на татарски Казан, изненада је чуо благословену звоњаву московских црквених звона. Било му је јасно да је то знак милости Божије, која је пристигла по његовим молитвама, и да је Господ одлучио да обрати ка себи народ казански. Покоравањем Казана на Покров Пресвете Богородице, био је завршен план започет 1164. године под Светим кнезом Андрејем Богољубинским (†1174). Волга, главни водени пут државе, постала је у целости руска река. Из татарског ропства је ослобођено 60,000 људи, и почело је проповедање Светог Јеванђеља Татарима. Новооснована Казанска Епархија ушла је у састав Руске Православне цркве, и ускоро се прославила својим Архиепископима: Светим Гуријем (†1563) и Светим Германом (†1567).

### 08. јул
Оно што је посебно допринело успеху покрштавања народа у пределу Волге, било је јављање чудотворне иконе у самом граду Казану 8. јула 1579. године. Проповедање Јеванђеља међу окорелим незнабошцима и мухамеданцима, ишло је тешко. Покровитељка проповедника Речи Божије, Пресвета Богородица, која је још за свога земаљског живота, крепила и благосиљала напоре Светих Апостола, побринула се и за руске мисионаре, пославши им небеску помоћ, преко јављања Своје чудотворне иконе.
Дана 28. јуна 1579. године, велики пожар је избио око храма Светог Николаја Тулског, сажевши део града и претворивши у пепео половину Казанског кремља. Том злу су се радовали незнабошци, мислећи да се Бог разгневио на Хришћане. „Вера Христова“, писао је летописац, „постала је предметом исмевања и поруге“. Међутим, пожар у Казану је заправо био предзнак пада мухамеданства и утврђивања Православља у целом том округу, који се протезао на истоку Русије. Град је убрзо почео поново да ниче из рушевина. Заједно са другим страдалницима, недалеко од места где је започео пожар, свој дом је саградио стрелац Данило Онучин. Његовој кћери Матрони, јавила се у сну Мајка Божија, откривши јој место где је у земљи закопана Њена икона, коју су на том месту сакрили потајни Хришћани још у време владавине мухамеданаца. Међутим, на девојчине речи нико није обратио пажњу. Три пута се Мајка Божија јављала откривајући место где је икона закопана. На крају је Матрона заједно са својом мајком ископала икону управо на месту из сновиђења. На место пронађене иконе, дошао је Архиепископ Јеремија, и пренео свети лик у оближњи храм, посвећен Светом Николају. После молебана, пренесена је литијом у храм Благовести – први Православни храм града Казана, који је подигао Иван Грозни. Убрзо су почела да се дешавају многобројна чуда, међу којима су била и чудесна исцелења двојице слепих – Јосифа и Никите. Списак чуда заједно са сведочанствима оних који су учествовали у проналажење иконе, послати су 1579. године у Москву, цару Ивану Грозном, који је наредио да се на месту јављања подигне храм у част иконе Богородице Казанске. По изградњи храма, икона је пренета у њега, и ту је основан и женски манастир. Матрона и њена мајка које су најзаслужније за проналажење иконе, примиле су монашки постриг у тој новооснованој обитељи. У храму Светог Николаја, у коме је обављен први молебан пред иконом Богородице Казанске, у то време је службовао свештеник, а потоњи Патријарх Јермоген, светитељ московски. Након петнаест година, 1594. године, када је већ био Митрополит Казански, сакупио је и записао чудеса иконе, која су позната под називом: „Приче и чуда Пречисте Богородице, часног и славног Њеног лика у Казану“. Са много детаља описани су многобројни случајеви исцелења пред чудотворном иконом.
Невелика икона коју је пронашла девојка Матрона у тек присаједињеној покрајини Руског царства, постала је свенародна светиња и знамење небеске заштите Мајке Божије, пројављена целој Руској цркви. Много пута је „Мајка Казанска“ указивала на пут победе руске Православне војске на испуњењу светог послушања пред Богом и отаџбином. У години јављања иконе у Казану, започео је и познати поход „за Казан“ блаженог Германа и козачког атамана Ермака Тимофаевича Повоског (†1584), окончавши се присаједињењем Сибира руском царству. Благодат коју је чудотворни лик Богомајке излио, била је толика да су за неколико деценија, руски мисионари стигли скроз на исток, до места изласка сунца, прешавши много хиљада километара, и на празник Покрова 1639. године започели прву пловидбу по Тихом океану, носећи благовест спасења тамошњим народима.
Док су Православни мисионари ишли на исток, издајници су стигли са запада. Почетком XVII века, Русију су покушали да преплаве језуити. Крај XVI и почетак XVII века су у историји Русије познати под називом „смутна времена“. Земља је трпела од напада пољске војске, који су се нарочито окомили на Православну веру: рушили су и спаљивали храмове, градове и села. Путем преваре, успели су да овладају чак и Москвом. На позив руског Патријарха Јермогена, руски народ је устао у заштиту отаџбине. По поруци коју је одаслао кнез Димитриј Михаилович Пожарски, из града Казана, донесена је чудотворна икона Пресвете Богородице. Знајући да је Господ пустио зло на народ због греха њихових, одређен је тродневни пост, током ког се цео народ молио Господу и Његовој Пречистој Мајци за помоћ. И молитва им би услишена. Стигла је вест од Светог Арсенија Јеладског (касније Суздаљског, †1626), који се налазио у пољском заробљеништву, да му је у виђењу откривено да је суд Божији окренут на милост, по заступништву Пресвете Дјеве. Те ноћи се његова затворска ћелија осветлила необичном светлошћу, и он је видео Светог Сергија Радоњешког, који му је рекао: „Арсеније, услишене су ваше молитве. Заступништвом Богородице, суд Божији отаџбини је претворен у милост. Сутра ће Москва бити у рукама ослободилаца и Русија ће бити спасена.“ Као потврду истинитости пророчанства, Архиепископ, који је иначе био јако болестан, био је у потпуности исцељен.
Одушевљена том вешћу, руска војска је 22. октобра 1612. године однела велику победу, заузела град Китај, а за два дана и Кремљ, потпуно ослободивши Москву од пољских окупатора. 25. октобра је одржана литија на којој је ношена икона, а која је ишла ка Кремљу. Тој литији у сусрет је изашао Архиепископ Арсеније, носећи икону Богородице Владимирске. По ослобођењу Русије, кнез Димитрије Пожарски је поставио Казанску икону у придворској цркви Ваведења у Москви. 1636. године је пренета у новоизграђени Казански храм на Црвеном тргу. Данас се она налази у патријаршијском богојављенском храму у Москви.

### 22. октобар
У спомен ослобођења Москве од пољских окупатора, установљен је празник иконе 22. октобра. Испочетка је то био празник само Москве, а од 1649. године, постао је сверуски празник. 1709. године се пред иконом молила сва руска војска на челу са Петром Великим, пред познату Полтавску битку. 1721. године је Петар Велики однео копију иконе у Петроград, где је била постављена у Александро-Невској лаври, а 1737. године у храм Рођења Богородице. 1811. године, пред рат је пренета у новоизграђени Казански храм. 1812. године је лик Мајке Божије осенио руске војнике, који су зауставили напредовање Наполеонове војске. На празник Казанске иконе, 22. октобра 1812. године, руска војска је нанела први велики пораз француској војсци. То је био почетак пораза освајача целе Европе.

### Јављања иконе током II светског рата
У зиму 1941. године, ситуација у Русији је била безнадежна. Немци су се приближавали Москви, земља је била на ивици пропасти. Међутим, промислом Божијим, опет је спасење Русији стигло посредством молитава из братске цркве, овај пут - Митрополита Ливанских гора Илије, из Антиохијске Патријаршије. Митрополит се спустио у камено подземље, где је владала потпуна тишина од спољашњег света, имајући пред собом само икону Мајке Божије и кандило. Није ни јео ни пио, ни спавао, него се непрестано коленопреклоно молио пред иконом Мајке Божије. Сваког јутра су му доносили извештај са фронтова о броју погинулих и о томе докле је напредовао непријатељ. Након три дана молитве и бденија, јавила му се у огњеном стубу Мајка Божија, објавивши му заповест за целу Русију.
Спасење Русије зависило је од испуњења те заповести. Заповест је гласила: "У целој земљи морају бити отворене цркве, манастири, духовне академије и богословије. Свештеници морају бити враћени са фронтова и из затвора, треба да почну да служе. Сада се припремају да предају Лењинград; он се не сме предати. Нека изнесу чудотворну икону Богородице Казанске и нека је пронесу у литији око града, и тада непријатељ неће ступити на његову свету земљу. То је изабрани град. Испред Казанске иконе треба одслужити молебан у Москви; затим она треба да буде у Стаљинграду, који се не сме предати непријатељу. Казанска икона треба да иде са војском до граница Русије. Кад се рат заврши, Митрополит Илија треба да дође у Русију и да исприча о томе како је она била спасена".
Благочестиви Митрополит је пренео представницима Руске цркве и совјетске владе заповест коју је добио од Богомајке. Писма и телеграми које је Митрополит слао и данас се налазе у архивама. Стаљин је позвао Митрополита Лењинграда Алексија Симанског, чувара патријаршијског престола Митрополита Сергија Старогородског, и обећао да ће испунити све што је пренео Митрополит Илија. Све се догодило онако како је било и проречено. Из Владимирске саборне цркве изнели су Казанску икону Мајке Божије и обишли са њом у литији око Лењинграда - град је био спасен. Неверницима је и до дан данас несхватљиво како се одржао Лењинград, јер му земаљске помоћи није било. Опсада Лењинграда је престала на дан празновања Свете равноапостолне Нине, просветитељке Грузије. После Лењинграда Казанска икона је почела свој поход по Русији. Пораз Немаца код Москве, то истинско чудо, јављено је молитвама и заузимањем Мајке Божије. Немци су панично бежали, гоњени ужасом, путем су остављали технику и нико од немачких и руских генерала није могао да схвати зашто се то догодило. Волоколамски пут је био небрањен и ништа видљиво није спречавало Немце да уђу у Москву. Затим су Казанску икону превезли у Стаљинград. Тамо су пред иконом држане непрестане службе - молебани и помени погинулим војницима. Икона је стајала усред руске војске, на десној обали Волге, и Немци нису могли да пређу реку какве год напоре улагали. Било је тренутака када су браниоци града остајали на само малом комаду земље уз Волгу, али Немци нису могли да их сатру, јер се тамо налазила Казанска икона Мајке Божије. Стаљинградска битка почела је молебаном испред иконе и тек после тога био је дат сигнал за напад. Икону су довозили на најтеже делове фронта, тамо где су биле критичне ситуације, на места где су биле припремане офанзиве. Свештенство је служило молебане, војнике су шкропили светом водицом. И Мајка Божија је њиховим молитвама терала непријатеље.
Приче о чудесним случајевима чуле су се и од многих бораца на фронту, чак и оних који до тада нису веровали у Бога. Један случај се догодио за време напада на Калињинград 1944. године: "Наша војска је већ била потпуно преморена, а Немци су још увек били јаки, губици су били огромни и тасови на ваги су се колебали, могли смо тамо да доживимо страшан пораз. Наједном видимо: дошао је командант фронта, са њим много официра, а са њима свештеници са иконом. Многи су почели да се шале: Ево довезоше попове, сад ће они да нам помогну. Али командант је брзо прекинуо све шале, наредио је свима да се построје и да скину капе. Свештеници су одслужили молебан и пошли са иконом на линију фронта. Ми смо са недоумицом гледали: куда они иду овако? Све ће их побити! Немци су тако страшно пуцали да је то био прави ватрени зид! Али они су спокојно ишли у ватру. И наједном је пуцњава са немачке стране у једном тренутку прекинута. Тада је био дат сигнал - и наша војска је почела општи напад са копна и са мора. Догодило се нешто невероватно: хиљаде Немаца је гинуло, а хиљаде њих се предавало! Како су затим сви заробљеници причали: пред сам руски напад - 'на небу се појавила Мадона' (Богородица), коју је видела цела немачка армија, и свима је оружје потпуно отказало послушност - нису могли да испале ниједан метак. Онда је наша војска, пробивши жичане препреке, лако сломила отпор и заузела град који је до тада био неприступачан, а ми трпели велике губитке. За време овог јављања, Немци су падали на колена јер су многи схватили о чему се ради и ко помаже Русима".
Кијев је ослобођен 22. октобра, на дан празновања Казанске иконе Мајке Божије. Двадесет хиљада храмова Руске Православне цркве је било отворено у то време. Тада се за спас молила сва Русија.
Октобра месеца 1947. године, Стаљин је позвао Митрополита Илију да посети Русију. Бојао се да не испуни и последњи део заповести Богородице, јер се све пре тога збило онако као што је Она и прорекла. По доласку у Москву, приређен му је величанствен дочек. Са собом је донео новчани прилог за ратну сирочад Русије, а одбио је да прими поклоне који су му били припремљени, рекавши да богатство не приличи монасима. После Москве, Митрополит Илија је посетио и Лењинград. Тамо је у Владимирском саборном храму одржана величанствена служба на којој су сви присутни плакали. После говора Митрополита, сви су запевали тропар: "Заступнице усрдна.." Песма се пренела и на трг и околне улице. Десет хиљада људи је певало истинској Спаситељки Русије.
Казанска икона Мајке Божије се неизмерно поштује у Русији. Управо овом иконом обично благосиљају младенце пред брак, управо њу постављају изнад дечијих креветића, како би кротки лик Богородице с љубављу гледао на младе хришћане.

## Смоленской иконы Божией Матери
Смоленска икона Мајке Божје
(10.авг/28. јул; 18./5.окт; 20./7.дец)
По црквеном предању, “западна тврђава” Русије, Смоленска икона Пресвете Богородице (такав лик иконе познат је под називом Одигитрија или у преводу Путеводитељица) насликана је руком светог Јеванђелисте Луке за време његовог земног живота. Свети Димитрије Ростовски у својим “Житијима Светих” претпоставља да је икона насликана на молбу Антиохијског владара Теофила. Импозантан је пут који је прошла ова икона, из једне царевине у другу. Из Антиохије у Јерусалим, потом у Константинопољ, где се дуже време задржала у чувеном Влахерском храму, а потом је стигла и у кнежевину Русију, каснију православну царевину. Два велика православна владара, византијски цар Константин IX Мономах и руски кнез Јарослав Мудри су се ородили 1046. године и као брачни поклон Константиновој кћери Ани и Јарослављевом сину Всеволоду, цар Константин је поклонио чудотворну икону Одигитрију. Тако величанствен брачни благослов донео је и величанствен пород. Из тога брака родио се велики руски кнез Владимир Мономах, Велики кнез Кијевски од 1113 до 1125. године, уистину велики државник, војсковођа и књижевник који се читав живот залагао за јединство кнежевствима разједињених руских земаља (надимак Мономах добио по мајци, кћери Византијског Цара Константина Мономаха). Почетком XIIвека Владимир Мономах је пренео икону у Смоленску саборну цркву посвећену Успенију Пресвете Богородице. Од тада се ова икона зове Смоленска икона Мајке Божије.
Смоленска икона се у РПЦ празнује 3 пута годишње. Прво празновање је 28. јула у част повратка Смоленска у окриље руске државе (1525). Друго празновање је 5. октобра, у знак сећања на протеривање непријатеља из Русије и њен повратак у Смоленск који је наредио главнокомандујући руске армије и победник над Бонапартом, маршал М.И. Кутузов. Треће празновање је 7. децембра по грађанском календару, у част заступништва Богородице у бици са Батијем и овај догађај ћемо описати подробније.
Приликом нашествија Татаро-Монголских Батијевих хорди на Русију 1239. године, део непријатељске војске се упутио ка Смоленску. Поуздано се зна да су се зауставили да преноће у селу Долгомостије, само 12 км од Смоленска. Батијеве хорде су пре тога сравниле са земљом све велике градове у Русији и неверујући историчари немају никакво објашњење њиховог изненадног и необјашњивог окретања и одласка у супротном смеру. Међутим, оно што наука не зна да објасни, објаснило је црквено-народно предање. Становници града су се пред погибијом која се надвила над њима,окупили пред чудотворном иконом усрдно молећи Пречисту за заступништво. Богомајка је услишила њихову молитву и јавила се једном црквењаку који се ноћу молио за спасење града пред чудотворном Одигитријом Смоленском, са наређењем да нађе благочестивог војника Меркурија који ће спасити град. Војник је дошао у сабор и сам зачуо глас Пречисте Деве како га шаље у бој и обећава Небеску помоћ. Меркурије је био кнежевског рода, веома верујући војник који је тајно водио истински подвижнички живот, био је постник и девственик, који се такође тада усрдно молио за свој град, желећи да пострада и душу своју положи за веру Христову. Одмах се ноћу упутио у Батијев штаб где се прво сукобио са предводником Татарске војске, истинским џином, до тада непобедивим војником. Убивши џина, овај свети војник је призивао име Господње и Пречисте Богородице и сам се почео обрачунавати са непријатељима убијајући их са задивљујућом снагом. Ужаснути Татари видећи да светом војнику помаже ангелска војска у виду муњевитих мужева и светлоносна Жена и да се не могу одбранити од једног војника Христовог, нагнали су се у бекство. Оставши без војске, син погинулог татарског џина успео је да убије светог војника, нагнавши се потом и сам за својом одбеглом војском. Житељи Смоленска су са великом чашћу погребли тело светог војника-мученика у храму Успења Пресвете Богородице. Убрзо после своје кончине, свети Меркурије јавио се у сну истом оном црквењаку и наредио му да на његов гроб ставе оружје, обећавајући житељима Смоленска да ће бити њихов заштитник у свим невољама и бедама. У Смоленском саборном храму до данас су сачуване сандале светог војника -мученика Христовог Меркурија Смоленског. Крајем XVIвека прибројан је лику светитеља РПЦ, а становници Смоленска још од 1509. године светог Меркурија званично сматрају својим главним заштитником.
У XIVвеку Смоленск је припадао Литванском кнежевству и кћер Литванског кнеза која је била удата за Великог кнеза Московског Василија Димитријевича, преноси 1398. године Смоленску икону Мајке Божије у Москву, у Благовештењски сабор у Кремљу. У Смоленск се на молбу житеља и месног епископа враћа 1456. године где је дочекана у великој свечаној литији, а њене две верне копије су остале у Москви и данас красе Благовештенски и Новодевички манастир у Москви, одакле је првообраз испраћен уз много суза од стране Московљана. Године 1602 урађена је верна копија првообраза која је првобитно окачена изнад Дњепровских врата на Смоленској тврђави, под специјалном шатром, а касније је на том месту никла прво дрвена, а потом и камена црква. Копије су брзо показале чудотворну моћ као и првообраз, па је 5. августа 1812. године руска војска приликом напуштања Смоленска понела са собом чудотворну икону ради одбране од непријатеља. Уочи чувене Бородинске битке, икона је ношена кроз руски логор бодрећи војнике на велики подвиг и заустављање Наполеона. На сам дан Бородинске битке, древни образ Смоленске иконе, заједно са Иверском и Владимирском, обишао је у литији Белиј город, Китај город и зидине Кремља, да би пред напуштање Москве била пренета у Јарослављ. Тек после победе над Наполеоном и чудотворна копија и првообраз Смоленске иконе Мајке Божије враћени су у Смоленск.
Историја града Смоленска и Смоленске иконе Мајке Божије представља једну од небројених пројава свеспасоносне свете вере Православне и улоге Промисли у очувању правоверја у Русији. Када узмемо у обзир да је у историји појединих словенских римокатоличких народа главна “душевна” храна добрим делом била мржња према православним Русима, постајемо свесни улоге Промисли Господње у креирању историје. Сама Промисао је на западне границе Русије поставила ову чудотворну икону као непремостиву брану за продор јеретичког папског кривоверја. 
У “Време смутње”1611. години римокатолици Пољаци заузеше Смоленск, разрушише саборну цркву и на њеном месту подигоше римокатолички манастир. Тако се до данас не зна шта су учиниле слуге папине са кивотом и светим моштима слуге Христовог светог Меркурија Смоленског, као и са његовим оружјем које је стајало изнад гроба.
Чудеснија и виша од свих твари, Царице Богородице, Мајко Небескога Цара Христа Бога нашега, Пресвета Путеводитељко Маријо! Као што си увек штитила правоверје од најезде туђинаца на западним границама Русије, заштити и данас од најезде западног евросодома град у коме је Русија крштена, како би Малорусија остала Православна, а не евроунијатска земља.

## Препоручена литература
- Нанић, Марко (2012), Тропари и Кондаци, Шид: цип.
- Колунџић, Душан (2014), Недеља посног и цветног триода, Нови Сад: Симбол
- Колунџић, Душан (2015), Одговарање и објашњење, Нови Сад: Симбол